# آلان تاگاوور
آلان تاگاوور (ارمنی: Ալան թագավոր؛ انگلیسی: Alan Tagavor) یک کلیسا متعلق به کلیسای حواری ارمنی واقع در شهر هارژیس، استان سیونیک ارمنستان می‌باشد. ساخت و ساز این ساختمان در سده ۱۳ام میلادی؛ به پایان رسید. این بنا به سبک معماری ارمنی طراحی شده است.